# Lijst van weg- en veldkapellen in Leudal
Dit is een onvolledige lijst van veldkapellen in de gemeente Leudal. Kapelletjes komen vooral in het zuiden van Nederland voor en werden dikwijls gebouwd ter verering van een heilige.
| Kapel                                                                 | Adres                       | Plaats                    | Bouwperiode          | Architect    | Foto                                    |
| --------------------------------------------------------------------- | --------------------------- | ------------------------- | -------------------- | ------------ | --------------------------------------- |
| Lourdesgrot                                                           | Kasteelweg                  | Baexem                    | 1878                 |              |                                         |
| Mariakapel                                                            | Stapperstraat               | Baexem                    |                      |              |                                         |
| Sint-Gabriëlkapel of Sint-Gabriël-van-de-Moeder-van-Smartenkapel      | Leukerweg                   | Baexem                    | 1923                 |              |                                         |
| Sint-Jozefkapel                                                       | Parallelweg                 | Baexem                    | 1923                 |              |                                         |
| Mariakapel                                                            | Bergstraat 28               | Buggenum                  | 1899                 |              |                                         |
| Sint-Aldegundiskapel                                                  | Holstraat                   | Buggenum                  | 1988                 | J.H. Vaes    |                                         |
| Hoverkruus                                                            | Meidoornstraat-Niesstraat   | Ell                       |                      |              |                                         |
| Kruiskapel                                                            | Niesstraat                  | Ell                       |                      |              |                                         |
| Mariakapel (Paulskapel)                                               | Sebastiaanstraat            | Ell                       |                      |              |                                         |
| Heilig-Hartkapel (voorheen: Sint-Egidiuskapel)                        | Markt-Gulden Eind           | Grathem                   | 1922                 |              |                                         |
| Kruiskapel                                                            | Beeklaan-Breestraat         | Grathem                   | 1976                 |              |                                         |
| Onze-Lieve-Vrouw-van-Lourdeskapel                                     | Veldstraat                  | Grathem                   | 1939                 |              |                                         |
| Mariakapel De Spar                                                    | Roggelseweg 55              | Haelen                    |                      |              |                                         |
| Onze-Lieve-Vrouw-van-Fatimakapel                                      | Napoleonsweg 3              | Haelen                    |                      |              |                                         |
| Onze-Lieve-Vrouw-van-Lourdeskapel                                     | Grote Kampweg 10c           | Haelen                    |                      |              |                                         |
| Onze-Lieve-Vrouw-van-Smartenkapel (niskapel)                          | Windmolenven                | Haelen                    |                      |              |                                         |
| Regina Paciskapel                                                     | Roermondseweg bij 74        | Haelen                    |                      |              |                                         |
| Sint-Annakapel                                                        | Nunhemseweg 39              | Haelen                    | 1985                 | J. Vaes      |                                         |
| Sint-Jozefkapel                                                       | Van Loonstraat-Roggelseweg  | Haelen                    | 1965                 | J. Vaes      |                                         |
| Kruiskapel (niskapel)                                                 | Isidoorstraat               | Haler                     |                      |              |                                         |
| Mariakapel (Aerekapel)                                                | Moosterstraat-Roodvenstraat | Haler                     | Ca. 1914             |              |                                         |
| Sint-Antoniuskapel                                                    | Uffelsestraat               | Haler                     | 1901                 | Janssen?     |                                         |
| Sint-Remigiuskapel (niskapel)                                         | Moosterstraat               | Haler                     |                      |              |                                         |
| Mariakapel                                                            | Boerderijweg                | Heibloem                  |                      |              | Mariakapel Heibloem                     |
| Mariakapel (niskapel)                                                 | Leveroyseweg                | Heythuysen-Maxet          |                      |              |                                         |
| Mariakapel                                                            | Walk                        | Heythuysen                |                      |              |                                         |
| Missiekapel/Kerkhofkapel                                              | Dorpstraat                  | Heythuysen                |                      |              | Kerkhofkapel                            |
| Sint-Antoniuskapel                                                    | Sint Antoniusstraat 28      | Heythuysen                |                      |              | Sint-Antoniuskapel                      |
| Sint-Jozefkapel (niskapel)                                            | Vlasstraat                  | Heythuysen                |                      |              |                                         |
| Sint-Rochuskapel (voorheen: Sint-Annakapel)                           | Aan de Watermolen           | Heythuysen                | 1850-1973            |              |                                         |
| Onze-Lieve-Vrouw-van-Lourdeskapel                                     | Posthuisweg-Beurik          | Horn                      | 1939                 |              |                                         |
| Sint-Jozefkapel                                                       | Haelerweg-Molenweg          | Horn                      | 1987                 |              |                                         |
| Sint-Rochuskapel                                                      | Kemp-Broekstraat            | Horn                      | 1996                 |              |                                         |
| Óngerbrögker kapel                                                    | Jacobusstraat               | Hunsel                    | 2005 (herbouw)       |              |                                         |
| Onze-Lieve-Vrouw-van-Lourdeskapel (Bruggerkapelletje)                 | Kallestraat-Jacobusstraat   | Hunsel                    | 1902                 | C. Verkennis |                                         |
| Piëtakapel (Groelskepelke)                                            | Kallestraat                 | Hunsel                    | 1910                 |              | Piëtakapel Hunsel                       |
| Kerkhofkapel                                                          | Thornerstraat               | Ittervoort                |                      |              |                                         |
| Sint-Annakapel (niskapel)                                             | Schillersstraat             | Ittervoort-Schillersheide |                      |              |                                         |
| Sint-Margarethakapel (niskapel)                                       | Margarethastraat            | Ittervoort                |                      |              | Sint-Margarethakapel Ittervoort         |
| Kleverskapelletje of Onze-Lieve-Vrouw-van-Altijddurende-Bijstandkapel | Grathemerweg                | Kelpen-Oler               |                      |              |                                         |
| Mariakapel                                                            | Ensebroekerweg-Processieweg | Kelpen-Oler               |                      |              |                                         |
| Sint-Servaaskapel                                                     | Hunselerdijk                | Kelpen-Oler               |                      |              |                                         |
| Maria Magdalenakapel                                                  | Brumholt                    | Neer                      | 1987                 |              |                                         |
| Sint-Antoniuskapel                                                    | Eiland-Rohrstraat           | Neer                      | 17e eeuw             |              |                                         |
| Sint-Isidoruskapel                                                    | Gendijk-Rohrstraat          | Neer-Gendijk              | 1930                 |              |                                         |
| Onze-Lieve-Vrouwe-in-het-Santkapel (Wittekapel)                       | Leudalweg 10                | Neer                      | 1711                 |              | Onze-Lieve-Vrouwe-in-het-Santkapel Neer |
| Mariakapel                                                            | Driessenstraat              | Neeritter                 | 1883                 |              |                                         |
| Sint-Jozefkapel (niskapel)                                            | Molenstraat                 | Neeritter                 |                      |              |                                         |
| Calvariekapel                                                         | St. Servaasweg              | Nunhem                    |                      |              |                                         |
| Mariakapel                                                            | Molenbergstraat-Servaasweg  | Nunhem                    | 1920                 |              |                                         |
| Sint-Jobskapel                                                        | Voort 7                     | Nunhem                    | 1886                 |              | Sint-Jobskapel                          |
| Sint-Jozefkapel                                                       | Kerkstraat                  | Nunhem                    | 1870 en 2011         |              | Sint-Jozefkapel                         |
| Sint-Servaaskapel                                                     | St. Servaasweg              | Nunhem                    | 1892                 |              | Sint-Servaaskapel                       |
| Sint-Antoniuskapel                                                    | Mortel-Op de Bos            | Roggel                    | Ca. 17e eeuw en 1795 |              | Sint-Antonius-van-Paduakapel            |
| Sint-Apolloniakapel                                                   | Mortel                      | Roggel                    |                      |              |                                         |
| Sint-Jozefkapel                                                       | Neerderweg 2                | Roggel                    |                      |              |                                         |